# Maurizia Eleonora del Portogallo
Maurizia Eleonora del Portogallo (portoghese: Mauricia Eleonor de Portugal; olandese: Mauritia Eleonora van Portugal; Lisbona, 10 maggio 1609 – Bergen op Zoom, 25 giugno 1674) è stata una nobildonna portoghese.
Soprannominata Mauke, era la nona dei dieci figli di Emanuele del Portogallo, figlio dell'autoproclamatosi re del Portogallo Antonio di Crato, e della contessa Emilia di Nassau, ultima figlia di Guglielmo I d'Orange.

## Biografia
Visto che la sua sorella maggiore era sfuggita all'altare il giorno del matrimonio, le possibilità che Maurizia Eleonora e le sue sorelle si sposassero erano basse. Dopo la morte di sua madre Emilia, che risiedeva al castello di Prangins in Svizzera, tornò nel 1629 nei Paesi Bassi alla corte di suo zio Federico Enrico, principe d'Orange, statolder della Repubblica olandese e di Amalia di Solms-Braunfels. Ha condiviso una stanza con la contessa Luisa Cristina di Solms, sorella minore di Amalia.
Sua cugina Luisa Enrichetta di Nassau era promessa sposa di suo cugino, Henri Charles de la Trémoille; tuttavia la madre Amalia cercò di farla sposare con Carlo II d'Inghilterra. Quando Carlo II rifiutò gentilmente e la questione divenne pubblica, Federico Guglielmo, elettore di Brandeburgo, mostrò interesse. In accordo con sua zia Amalia, Maurizia Eleonora spiava sua cugina Luise e alla fine, nel dicembre 1646, la convinse a sposare Federico Guglielmo.
Per gratitudine, Amalia organizzò il matrimonio per l'ormai trentottenne Maurizia Eleonora con Giorgio Federico, principe di Nassau-Siegen (1606-1674) il 4 giugno 1647 a 's-Gravenhage (oggi L'Aia). Maurizia Eleonora e Giorgio Federico non ebbero figli.
È morta il 25 giugno 1674, pochi mesi dopo suo marito, a 65 anni, nella cittadina olandese di Bergen op Zoom.

## Ascendenza
|                              |                                       |                                         | Genitori                                  |  |  | Nonni |  |  | Bisnonni           |  |  | Trisnonni                   |  |
|                              |                                       |                                         |                                           |  |  |       |  |  | Luís, duca di Beja |  |  | Manuel I, re del Portogallo |  |
|                              |                                       |                                         |                                           |  |  |       |  |  | Luís, duca di Beja |  |  | Manuel I, re del Portogallo |  |
|                              |                                       | María de Aragón                         |                                           |  |  |       |  |  | Luís, duca di Beja |  |  |                             |  |
| António, priore di Crato     |                                       |                                         |                                           |  |  |       |  |  | Luís, duca di Beja |  |  |                             |  |
|                              |                                       | Violante Gomes                          | Pedro Gomes                               |  |  |       |  |  |                    |  |  |                             |  |
|                              |                                       | Violante Gomes                          | Pedro Gomes                               |  |  |       |  |  |                    |  |  |                             |  |
|                              |                                       | Violante Gomes                          | Ana                                       |  |  |       |  |  |                    |  |  |                             |  |
| Manuel de Portugal           |                                       | Violante Gomes                          |                                           |  |  |       |  |  |                    |  |  |                             |  |
|                              |                                       | Gaspar Barbosa                          | …                                         |  |  |       |  |  |                    |  |  |                             |  |
|                              |                                       | Gaspar Barbosa                          | …                                         |  |  |       |  |  |                    |  |  |                             |  |
|                              |                                       | Gaspar Barbosa                          | …                                         |  |  |       |  |  |                    |  |  |                             |  |
| Ana Barbosa                  |                                       | Gaspar Barbosa                          |                                           |  |  |       |  |  |                    |  |  |                             |  |
|                              |                                       | …                                       | …                                         |  |  |       |  |  |                    |  |  |                             |  |
|                              |                                       | …                                       | …                                         |  |  |       |  |  |                    |  |  |                             |  |
|                              |                                       | …                                       | …                                         |  |  |       |  |  |                    |  |  |                             |  |
| Mauricia Eleonor de Portugal |                                       | …                                       |                                           |  |  |       |  |  |                    |  |  |                             |  |
|                              | Wilhelm I, conte di Nassau-Dillenburg | Johann V, conte di Nassau-Dillenburg    |                                           |  |  |       |  |  |                    |  |  |                             |  |
|                              | Wilhelm I, conte di Nassau-Dillenburg | Johann V, conte di Nassau-Dillenburg    |                                           |  |  |       |  |  |                    |  |  |                             |  |
|                              | Wilhelm I, conte di Nassau-Dillenburg | Elisabeth von Hessen                    |                                           |  |  |       |  |  |                    |  |  |                             |  |
| Willem I, principe d'Orange  | Wilhelm I, conte di Nassau-Dillenburg |                                         |                                           |  |  |       |  |  |                    |  |  |                             |  |
|                              |                                       | Juliana zu Stolberg-Wernigerode         | Botho VIII, conte di Stolberg-Wernigerode |  |  |       |  |  |                    |  |  |                             |  |
|                              |                                       | Juliana zu Stolberg-Wernigerode         | Botho VIII, conte di Stolberg-Wernigerode |  |  |       |  |  |                    |  |  |                             |  |
|                              |                                       | Juliana zu Stolberg-Wernigerode         | Anna von Eppstein-Königstein              |  |  |       |  |  |                    |  |  |                             |  |
| Emilia van Nassau            |                                       | Juliana zu Stolberg-Wernigerode         |                                           |  |  |       |  |  |                    |  |  |                             |  |
|                              |                                       | Moritz I, principe elettore di Sassonia | Heinrich IV, duca di Sassonia             |  |  |       |  |  |                    |  |  |                             |  |
|                              |                                       | Moritz I, principe elettore di Sassonia | Heinrich IV, duca di Sassonia             |  |  |       |  |  |                    |  |  |                             |  |
|                              |                                       | Moritz I, principe elettore di Sassonia | Katharina zu Mecklenburg-Schwerin         |  |  |       |  |  |                    |  |  |                             |  |
| Anna von Sachsen             |                                       | Moritz I, principe elettore di Sassonia |                                           |  |  |       |  |  |                    |  |  |                             |  |
|                              |                                       | Agnes von Hessen                        | Philipp I, langravio d'Assia              |  |  |       |  |  |                    |  |  |                             |  |
|                              |                                       | Agnes von Hessen                        | Philipp I, langravio d'Assia              |  |  |       |  |  |                    |  |  |                             |  |
|                              |                                       | Agnes von Hessen                        | Christina von Sachsen                     |  |  |       |  |  |                    |  |  |                             |  |
|                              |                                       | Agnes von Hessen                        |                                           |  |  |       |  |  |                    |  |  |                             |  |